# AVC Women's Nations Cup
AVC Women's Nations Cup là một giải đấu bóng chuyền quốc tế ở châu Á và châu Đại Dương giành cho các đội tuyển bóng chuyền nữ quốc gia thuộc Liên đoàn bóng chuyền châu Á (AVC) và không tham gia FIVB Volleyball Nations League. Giải đấu ban đầu được tổ chức hai năm một lần, với lần đầu tiên dự định vào năm 2018 nhưng bị hủy bỏ. Phải đến năm 2022, giải đấu mới được tổ chức lần đầu tiên. Sau đó, giải đấu được tổ chức hàng năm. Nhà vô địch hiện tại là Đội tuyển Việt Nam, đội đã giành danh hiệu lần thứ 3 liên tiếp tại giải đấu năm 2025.
Hai kỳ đầu tiên của giải đấu dự kiến tổ chức tại Hồng Kông, Trung Quốc, nhưng vì những lý do bất khả kháng nên kỳ đầu tiên vào năm 2018 không thể tổ chức được, trong khi kỳ thứ hai sau đó hai năm cũng bị hủy do lo ngại về đại dịch COVID-19.
Từ năm 2023, giải đấu chính thức được công nhận và tính điểm trên bảng xếp hạng của FIVB. Đội vô địch của giải đấu này sẽ được tham dự FIVB Challenge Cup để giành vé đến với Volleyball Nations League năm tiếp theo.
Trước năm 2025, giải đấu mang tên AVC Challenge Cup for Women. Bắt đầu từ năm 2025, FIVB Challenger Cup bị hủy bỏ, giải đấu sẽ tiếp tục được tổ chức, đội vô địch sẽ được suất tham dự Giải Vô địch Châu Á năm 2026.

## Kết quả
| Năm           | Chủ nhà           |                                                 | Chung kết                                       | Chung kết                                       | Chung kết                                       |                                                 | Tranh hạng 3                                    | Tranh hạng 3                                    | Tranh hạng 3                                    |                                                 | Đội |
| Năm           | Chủ nhà           | Vô địch                                         | Kết quả                                         | Á quân                                          | Hạng 3                                          | Kết quả                                         | Hạng 4                                          |                                                 |                                                 |                                                 | Đội |
| ------------- | ----------------- | ----------------------------------------------- | ----------------------------------------------- | ----------------------------------------------- | ----------------------------------------------- | ----------------------------------------------- | ----------------------------------------------- | ----------------------------------------------- | ----------------------------------------------- | ----------------------------------------------- | --- |
| 2018          | Hồng Kông         | không được tổ chức vì những lý do bất khả kháng | không được tổ chức vì những lý do bất khả kháng | không được tổ chức vì những lý do bất khả kháng | không được tổ chức vì những lý do bất khả kháng | không được tổ chức vì những lý do bất khả kháng | không được tổ chức vì những lý do bất khả kháng | không được tổ chức vì những lý do bất khả kháng | không được tổ chức vì những lý do bất khả kháng | không được tổ chức vì những lý do bất khả kháng |     |
| 2020          | Hồng Kông         | Bị hủy do đại dịch COVID-19                     | Bị hủy do đại dịch COVID-19                     | Bị hủy do đại dịch COVID-19                     | Bị hủy do đại dịch COVID-19                     | Bị hủy do đại dịch COVID-19                     | Bị hủy do đại dịch COVID-19                     | Bị hủy do đại dịch COVID-19                     | Bị hủy do đại dịch COVID-19                     | Bị hủy do đại dịch COVID-19                     |     |
| 2022          | Nakhon Pathom     | · Hồng Kông                                     | thi đấu vòng tròn                               | · Ấn Độ                                         |                                                 | · Malaysia                                      | thi đấu vòng tròn                               | · Uzbekistan                                    |                                                 | 5                                               |     |
| 2023 Chi tiết | Gresik, Đông Java | · Việt Nam                                      | 3–2                                             | · Indonesia                                     | · Đài Bắc Trung Hoa                             | 3–0                                             | · Ấn Độ                                         | 11                                              |                                                 |                                                 |     |
| 2024 Chi tiết | Manila            | · Việt Nam                                      | 3–0                                             | · Kazakhstan                                    | · Philippines                                   | 3–0                                             | · Úc                                            | 10                                              |                                                 |                                                 |     |
| 2025          | Hà Nội            |                                                 | · Việt Nam                                      | 3–0                                             | · Philippines                                   |                                                 | · Đài Bắc Trung Hoa                             | 3–1                                             | · Kazakhstan                                    |                                                 | 11  |

### Các đội lọt vào top 4
| Đội               | Vô địch              | Á quân   | Hạng 3         | Hạng 4   |
| ----------------- | -------------------- | -------- | -------------- | -------- |
| Việt Nam          | 3 (2023, 2024, 2025) |          |                |          |
| Hồng Kông         | 1 (2022)             |          |                |          |
| Philippines       |                      | 1 (2025) | 1 (2024)       |          |
| Ấn Độ             |                      | 1 (2022) |                | 1 (2023) |
| Kazakhstan        |                      | 1 (2024) |                | 1 (2025) |
| Indonesia         |                      | 1 (2023) |                |          |
| Đài Bắc Trung Hoa |                      |          | 2 (2023, 2025) |          |
| Malaysia          |                      |          | 1 (2022)       |          |
| Uzbekistan        |                      |          |                | 1 (2022) |
| Úc                |                      |          |                | 1 (2024) |

### Vô địch theo khu vực
| Liên đoàn (Khu vực) | Quán quân     | Số lượng |
| ------------------- | ------------- | -------- |
| SAVA (Đông Nam Á)   | Việt Nam (3)  | 3        |
| EAVA (Đông Á)       | Hồng Kông (1) | 1        |

## Chủ nhà
Danh sách chủ nhà của giải đấu
| Số lần | Quốc gia    | Năm  |
| ------ | ----------- | ---- |
| 1      | Indonesia   | 2023 |
| 1      | Philippines | 2024 |
| 1      | Thái Lan    | 2022 |
| 1      | Việt Nam    | 2025 |

## Bảng tổng sắp huy chương
| Hạng               | Đoàn               | Vàng | Bạc | Đồng | Tổng số |
| ------------------ | ------------------ | ---- | --- | ---- | ------- |
| 1                  | Việt Nam           | 3    | 0   | 0    | 3       |
| 2                  | Hồng Kông          | 1    | 0   | 0    | 1       |
| 3                  | Philippines        | 0    | 1   | 1    | 2       |
| 4                  | Indonesia          | 0    | 1   | 0    | 1       |
| 4                  | Kazakhstan         | 0    | 1   | 0    | 1       |
| 4                  | Ấn Độ              | 0    | 1   | 0    | 1       |
| 7                  | Đài Bắc Trung Hoa  | 0    | 0   | 2    | 2       |
| 8                  | Malaysia           | 0    | 0   | 1    | 1       |
| Tổng số (8 đơn vị) | Tổng số (8 đơn vị) | 4    | 4   | 4    | 12      |

## Các đội tham gia
Chú thích
- 1st – Vô địch
- 2nd – Á quân
- 3rd – Hạng 3
- •  – Không tham gia/Không vượt qua vòng loại
- Q – Vượt qua vòng loại

| Đội               | 2022 (5) | 2023 (11) | 2024 (10) | 2025 (11) | Tổng cộng |
| Úc                | •        | 6th       | 4th       | 7th       | 3         |
| Hồng Kông         | 1st      | 9th       | 8th       | 8th       | 4         |
| Ấn Độ             | 2nd      | 4th       | 5th       | 9th       | 4         |
| Indonesia         | •        | 2nd       | 7th       | 5th       | 3         |
| Iran              | •        | 5th       | 6th       | 6th       | 3         |
| Kazakhstan        | •        | •         | 2nd       | 4th       | 2         |
| Ma Cao            | •        | 11th      | •         | •         | 1         |
| Malaysia          | 3rd      | •         | •         | •         | 1         |
| Mông Cổ           | •        | 10th      | •         | 10th      | 2         |
| New Zealand       | •        | •         | •         | 11th      | 1         |
| Philippines       | •        | 7th       | 3rd       | 2nd       | 3         |
| Singapore         | 5th      | •         | 10th      | •         | 2         |
| Đài Bắc Trung Hoa | •        | 3rd       | 9th       | 3rd       | 3         |
| Uzbekistan        | 4th      | 8th       | •         | •         | 2         |
| Việt Nam          | •        | 1st       | 1st       | 1st       | 3         |

## Giải thưởng
| Năm  | Vận động viên xuất sắc nhất |
| ---- | --------------------------- |
| 2022 | Chim Wing Lam               |
| 2023 | Trần Thị Thanh Thúy         |
| 2024 | Nguyễn Thị Bích Tuyền       |
| 2025 | Nguyễn Thị Bích Tuyền       |

| Năm  | Chuyền hai xuất sắc nhất |
| ---- | ------------------------ |
| 2022 | Jini K.S                 |
| 2023 | Đoàn Thị Lâm Oanh        |
| 2024 | Jia De Guzman            |
| 2025 | Jia De Guzman            |

| Năm  | Chủ công xuất sắc nhất |
| ---- | ---------------------- |
| 2022 | Low Mei Cing           |
| 2022 | Pang Wing Lam          |
| 2023 | Trần Thị Thanh Thúy    |
| 2023 | Wu Fang Yu             |
| 2024 | Caitlin Tipping        |
| 2024 | Sana Anarkulova        |
| 2025 | Angel Canino           |
| 2025 | Trần Thị Thanh Thúy    |

| Year | Phụ công xuất sắc nhất |
| ---- | ---------------------- |
| 2022 | Ngin Jia Ning          |
| 2022 | Lau Ho Ting            |
| 2023 | Đinh Thị Trà Giang     |
| 2023 | Wilda Nurfadhilah      |
| 2024 | Lê Thanh Thúy          |
| 2024 | Yuliya Yakimova        |
| 2025 | Kan Ko-hui             |
| 2025 | Dell Palomata          |

| Năm  | Đối chuyền xuất sắc nhất   |
| ---- | -------------------------- |
| 2022 | Saranya N.S                |
| 2023 | Megawati Hangestri Pertiwi |
| 2024 | Angel Canino               |
| 2025 | Nguyễn Thị Bích Tuyền      |

| Năm  | Libero xuất sắc nhất |
| ---- | -------------------- |
| 2022 | Aswathi R.           |
| 2023 | Yulis Indahyani      |
| 2024 | Nguyễn Khánh Đang    |
| 2025 | Nguyễn Khánh Đang    |